# Campagna del Turkestan afghano
La campagna del Turkestan afghano iniziò nel settembre del 1838 e terminò nel marzo del 1839. Dost Mohammed Khan, sovrano dell'Afghanistan, intraprese questa campagna contro il sovrano del khanato di Kunduz, Muhammad Murad Beg, che stava estendendo la sua influenza nella provincia di Bamiyan.

## Contesto
Il declino dell'Impero Durrani portò alla formazione di molti Stati, tra cui spiccava, nel Turkestan afghano, il khanato di Kunduz, governato da Muhammad Murad Beg. Dost Mohammed iniziò a temere che Murad Beg stesse acquistando troppo potere e che minacciasse la città di Bamiyan, luogo strategico sulla strada che porta da Kabul a Balkh. Per questo motivo, ma anche allo scopo di ottenere nuovi tributi dagli Stati uzbeki della regione e di sottomettere gli importanti Stati di Khulm e Qataghan, Dost Mohammed organizzò una campagna militare contro Murad Beg. La campagna era guidata da suo figlio Akram Khan e dall'avventuriero statunitense Josiah Harlan.

## La campagna
La campagna iniziò nel settembre 1838. L'esercito afghano lasciò Kabul e arrivò a Bamiyan, che lasciò nell'ultima settimana dell'ottobre 1838. L'esercito raggiunse quindi il Sayghan e si impadronì del forte, le cui mura di fango furono abbattute dall'artiglieria afghana.
Dopo aver lasciato una guarnigione a a Sayghan, le forze afghane partirono alla volta di Kahmard, che costituiva il confine tra i numerosi Stati indipendenti hazara. Dopo essere rimasto a Kahmard per 22 giorni, l'esercito afghano, rinforzato da oltre 2000 uzbeki e hazara, avanzò fino al distretto di Dara-I-Suf, governato dal capo uzbeko Soofey Beg. Gli afghani assediarono un forte e lo espugnarono, catturando numerosi prigionieri. Rinforzatesi ulteriormente con altri hazara e ripresa la marcia, forze afghane raggiunsero Balkh, dove i governatori bukhariani, Ishan Uraq e Ishan Sudur, si arresero senza combattere.
Appresa la notizia della presa di Sayghan, di Kahmard e di Balkh, Murad Beg si arrese e firmò un trattato. Dost Mohammed accrebbe ulteriormente la sua influenza a Balkh ed estese i suoi territori fino ad Aqcha, al confine con il Badakhshan.
Durante l'inverno, nell'attraversare le montagne, l'esercito afghano aveva subito migliaia di perdite ed erano stati abbandonati gli equipaggiamenti e l'artiglieria. Nel marzo 1839 Dost Mohammed richiamò l'esercito a Kabul.

## Conseguenze
Non molto tempo dopo la campagna scoppiò la prima guerra anglo-afghana e Dost Mohammed si trovò a competere con Shah Shuja Durrani per il dominio sull'Afghanistan. Dost Mohammed, che aveva perso il controllo sulle sue recenti conquiste, rientrò in quelle regioni con la campagna di Hazarajat del 1843. Il controllo afghano su Balkh fu ripristinato con la campagna di Balkh del 1849-1850.